# Region Asien-Pazifik (Junior League Baseball World Series)
Die Region Asien-Pazifik ist eine der fünf internationalen Regionen welche Teilnehmer an die Junior League Baseball World Series entsendeten. In den Jahren 1999 bis 2001 hieß die Region noch Ferner Osten.

## Teilnehmende Staaten
Folgende Staaten sind in dieser Region organisiert:
- Chinesisch Taipeh
- Guam
- Hongkong
- Indien
- Indonesien
- Nördliche Marianen
- Philippinen
- Vietnam

## Ferner Osten

### Resultate an den Junior League World Series
| Jahr | Mannschaft           | Stadt  | Klassierung  | W-L |
| ---- | -------------------- | ------ | ------------ | --- |
| 1999 |                      | Guam   |              |     |
| 2000 |                      |        |              |     |
| 2001 | Saipan Little League | Saipan | Gruppenphase | 1–2 |

## Asien-Pazifik

### Regionale Meisterschaften
Die jeweiligen Gewinner sind grün markiert.
| Jahr | Chinesisch Taipeh            | Guam                                   | Hongkong             | Indien          | Indonesien           | Nördliche Marianen | Katar           | Philippinen                   | Vietnam         |
| ---- | ---------------------------- | -------------------------------------- | -------------------- | --------------- | -------------------- | ------------------ | --------------- | ----------------------------- | --------------- |
| 2002 | Kein Teilnehmer              | Guam                                   | Kein Teilnehmer      | Kein Teilnehmer | Kein Teilnehmer      | Saipan LL Saipan   | Kein Teilnehmer | Philippinen                   | Kein Teilnehmer |
| 2003 | Kein Teilnehmer              | Guam                                   | Kein Teilnehmer      | Kein Teilnehmer | Jakarta              | Saipan LL Saipan   | Kein Teilnehmer | Philippinen                   | Kein Teilnehmer |
| 2004 | Kein Teilnehmer              | Guam                                   | Kein Teilnehmer      | Kein Teilnehmer | Jakarta              | Saipan LL Saipan   | Kein Teilnehmer | Kein Teilnehmer               | Kein Teilnehmer |
| 2005 | Kein Teilnehmer              | Guam                                   | Hongkong LL Hongkong | Kein Teilnehmer | Indonesien           | Saipan LL Saipan   | Kein Teilnehmer | Philippinen                   | Kein Teilnehmer |
| 2006 | Kein Teilnehmer              | Kein Teilnehmer                        | Hongkong LL Hongkong | Kein Teilnehmer | Jakarta LL Jakarta   | Saipan LL Saipan   | Kein Teilnehmer | Illam Central LL Makati City  | Kein Teilnehmer |
| 2007 | Kein Teilnehmer              | Guam                                   | Hongkong LL Hongkong | Kein Teilnehmer | Kein Teilnehmer      | Saipan LL Saipan   | Kein Teilnehmer | Illam Central LL Makati City  | Kein Teilnehmer |
| 2008 | Kein Teilnehmer              | Northern/Central/Southern Guam LL Guam | Hongkong LL Hongkong | Kein Teilnehmer | Jakarta LL Jakarta   | Saipan LL Saipan   | Kein Teilnehmer | Illam Central LL Makati City  | Kein Teilnehmer |
| 2009 | Kein Teilnehmer              | Guam                                   | Hongkong LL Hongkong | Kein Teilnehmer | Indonesien           | Saipan LL Saipan   | Kein Teilnehmer | Philippinen                   | Kein Teilnehmer |
| 2010 | Chung-Ching Junior LL Taipeh | Guam LL Guam                           | Hongkong LL Hongkong | Kein Teilnehmer | Indonesia LL Jakarta | Saipan LL Saipan   | Kein Teilnehmer | Muntinlupa LL Muntinlupa City | Kein Teilnehmer |
| 2011 | Shing-Ming Junior LL Taoyuan | Kein Teilnehmer                        | Hongkong LL Hongkong | Kein Teilnehmer | Indonesia LL Jakarta | Kein Teilnehmer    | Kein Teilnehmer | Philippinen                   | Kein Teilnehmer |
| 2012 | Min-De Junior LL Tainan      | Kein Teilnehmer                        | Hongkong LL Hongkong | Kein Teilnehmer | Indonesia LL Jakarta | Saipan LL Saipan   | Kein Teilnehmer | Illam Central LL Makati City  | Hanoi LL Hanoi  |
| 2013 | Shing-Ming Junior LL Taoyuan | Kein Teilnehmer                        | Hongkong LL Hongkong | Indien          | Indonesien           | Saipan LL Saipan   | Kein Teilnehmer | Philippinen                   | Kein Teilnehmer |
| 2014 | Taichung                     | Guam                                   | Hongkong LL Hongkong | Kein Teilnehmer | Indonesien           | Saipan LL Saipan   | Katar           | Philippinen                   | Vietnam         |

### Resultate an den Junior League World Series

#### Nach Jahr
| Jahr | Mannschaft            | Stadt       | Klassierung   | W-L |
| ---- | --------------------- | ----------- | ------------- | --- |
| 2002 | Saipan LL             | Saipan      | Gruppenphase  | 0–3 |
| 2003 | Saipan LL             | Saipan      | Gruppenphase  | 0–3 |
| 2004 | Saipan LL             | Saipan      | Gruppenphase  | 1–3 |
| 2005 | Saipan LL             | Saipan      | Gruppenphase  | 1–3 |
| 2006 | Jakarta LL            | Jakarta     | Gruppenphase  | 1–3 |
| 2007 | Illam Central LL      | Makati City | Zweiter Platz | 5–1 |
| 2008 | Illam Central LL      | Makati City | Gruppenphase  | 2–2 |
| 2009 | Saipan LL             | Saipan      | Gruppenphase  | 2–2 |
| 2010 | Chung-Ching Junior LL | Taipeh      | Weltmeister   | 6–0 |
| 2011 | Shing-Ming Junior LL  | Taoyuan     | Zweiter Platz | 5–1 |
| 2012 | Min-De Junior LL      | Tainan      | Gruppenphase  | 2–2 |
| 2013 | Shing-Ming Junior LL  | Taoyuan     | Weltmeister   | 6–0 |
| 2014 |                       | Taichung    | Weltmeister   | 6–0 |

 Stand nach den Junior League World Series 2014

#### Nach Staat
| Staat              | Asien-Pazifik Meisterschaften | Welt- meisterschaften | W-L an den JLWS | %     |
| ------------------ | ----------------------------- | --------------------- | --------------- | ----- |
| Chinesisch Taipeh  | 5                             | 3                     | 25–3            | 0.893 |
| Nördliche Marianen | 5                             | 0                     | 4–14            | 0.222 |
| Philippinen        | 2                             | 0                     | 7–3             | 0.700 |
| Indonesien         | 1                             | 0                     | 1–3             | 0.250 |
| Guam               | 0                             | 0                     | 0–0             | –     |
| Hongkong           | 0                             | 0                     | 0–0             | –     |
| Indien             | 0                             | 0                     | 0–0             | –     |
| Katar              | 0                             | 0                     | 0–0             | –     |
| Vietnam            | 0                             | 0                     | 0–0             | –     |
| Total              | 13                            | 3                     | 36–23           | 0.610 |

 Stand nach den Junior League World Series 2014